# Brandslang

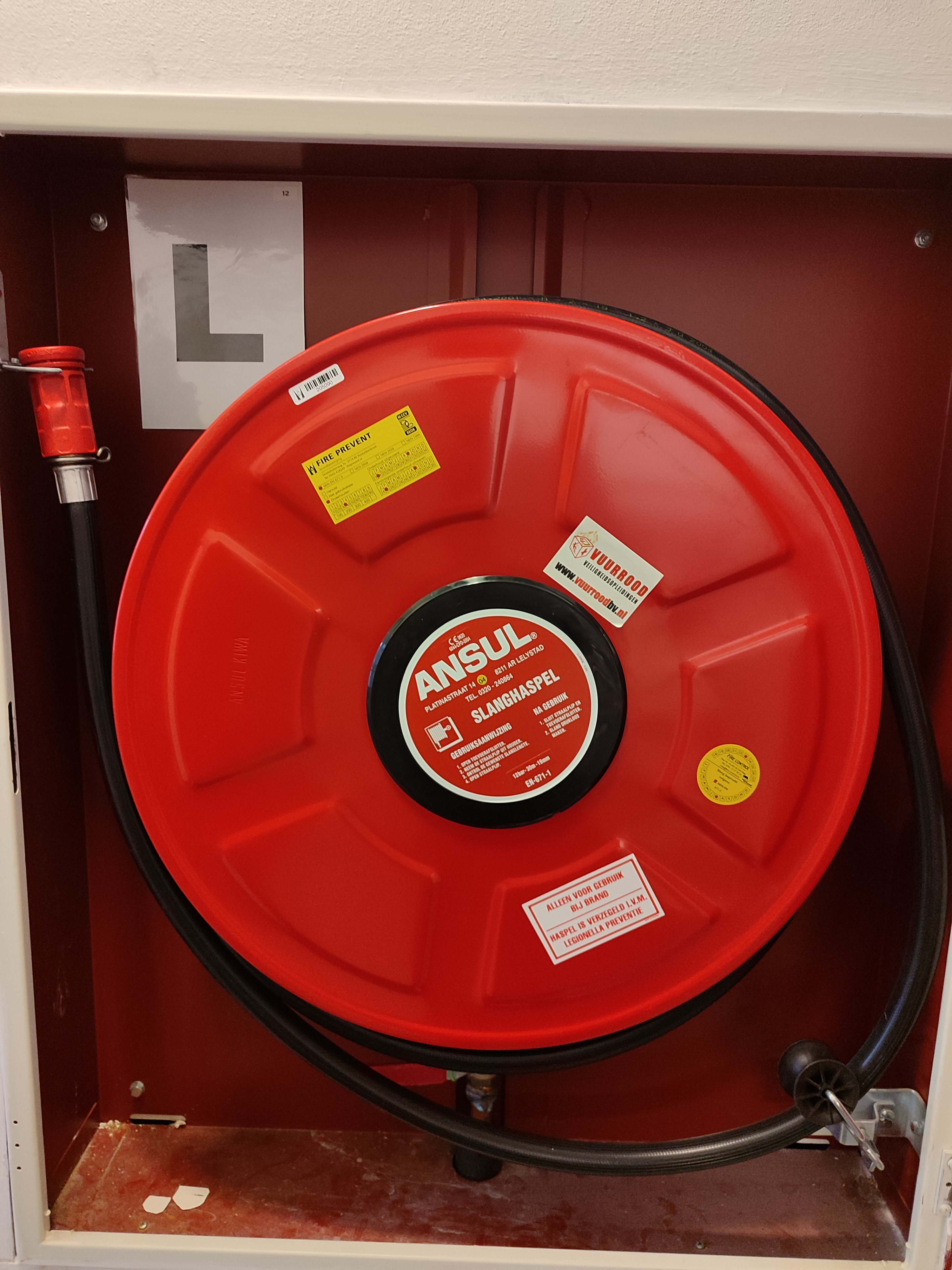
Brandslang op haspel

Een brandslang is een slang die gebruikt wordt voor het transporteren van water ten behoeve van brandbestrijding. In veel gebouwen als scholen, kantoren en bedrijven zijn brandslanghaspels verplicht aanwezig. Brandslanghaspels zijn alleen geschikt voor brandklasse A (vaste stoffen). Zie ook het artikel over de brandblusser.

## Brandweerslangen

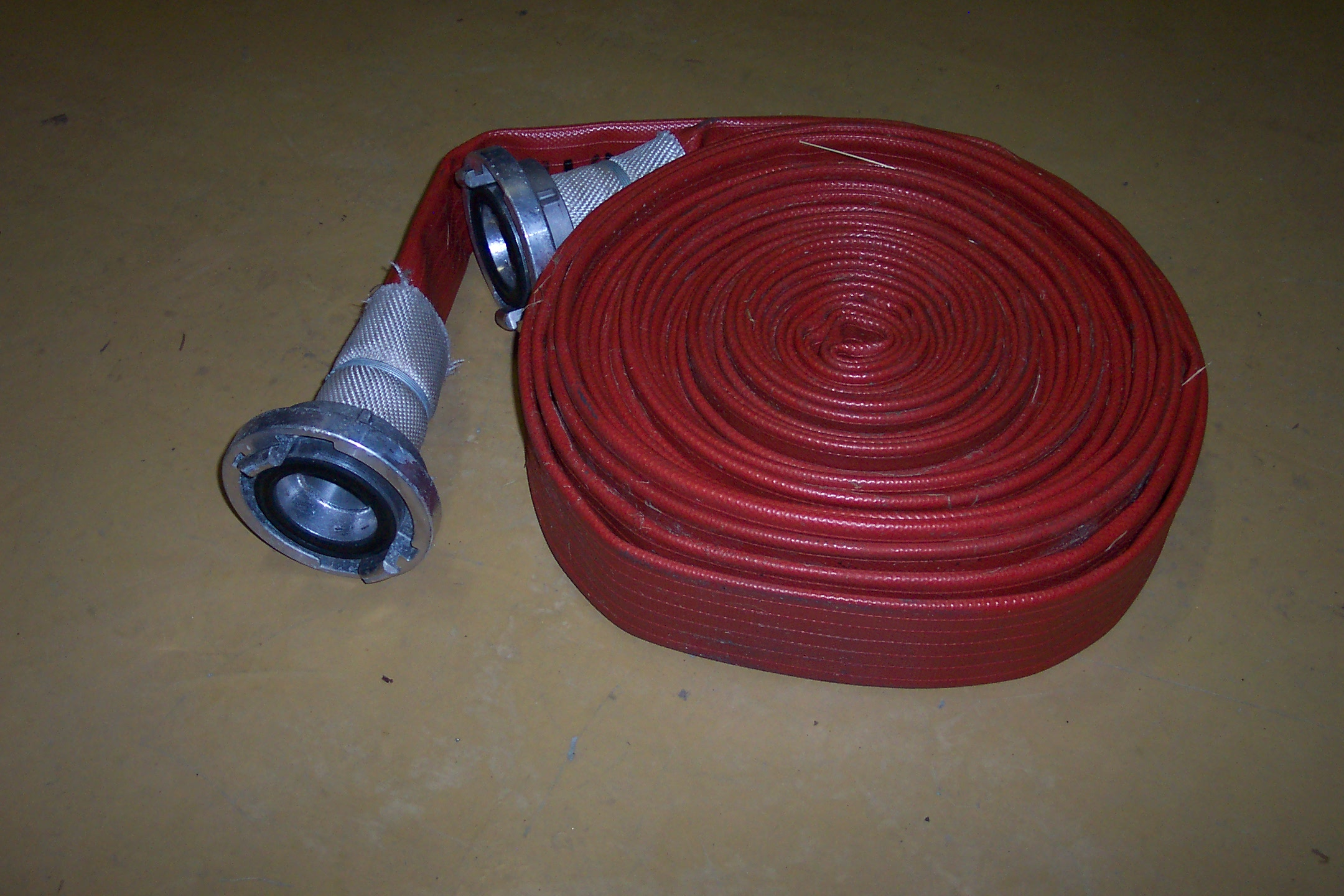
Een brandweerslang met een diameter van 75 mm

De brandweer gebruikt grotere, losse, slangen om water te transporteren. Deze slangen zijn gemaakt van canvas of kunststof en zijn voorzien van een halve storzkoppeling aan elk uiteinde.
De slangen hebben doorgaans diameters van 37, 48 (45 mm), 52 mm, 75 mm, 110 mm, 150 mm of 200 mm en een lengte van 20 meter. Er zijn ook slangen van 44 mm (1¾ duim), 63 mm (2½ duim), 76 mm (3 duim) en 127 mm (5 duim). De koppelingen zijn gestandaardiseerd. In België worden DSP koppelingen gebruikt.

## Brandhaspel

### Uitvoering
De brandslang op een haspel bestaat uit een slang met een relatief dikke wand van rubber, kunststof met vaak vezelachtige materialen voor versteviging. De slang is op een haspel gerold en is permanent aangesloten op het waterleidingnet. De diameter van de slang is afhankelijk van de lengte en bedraagt doorgaans 25 mm of minder. De haspel is meestal vast aan de muur gemonteerd maar kan ook naar buiten scharnieren.
De spuitmond heeft een kraan die drie standen kent: Kraan dicht, kraan op gebonden straal en kraan op sproeistraal. Dit laatste is vooral handig om een groter gebied rond de beginbrand te koelen. Tevens werkt de sproeistand als een hitteschild en kunnen vlammen gemakkelijker worden gedoofd.

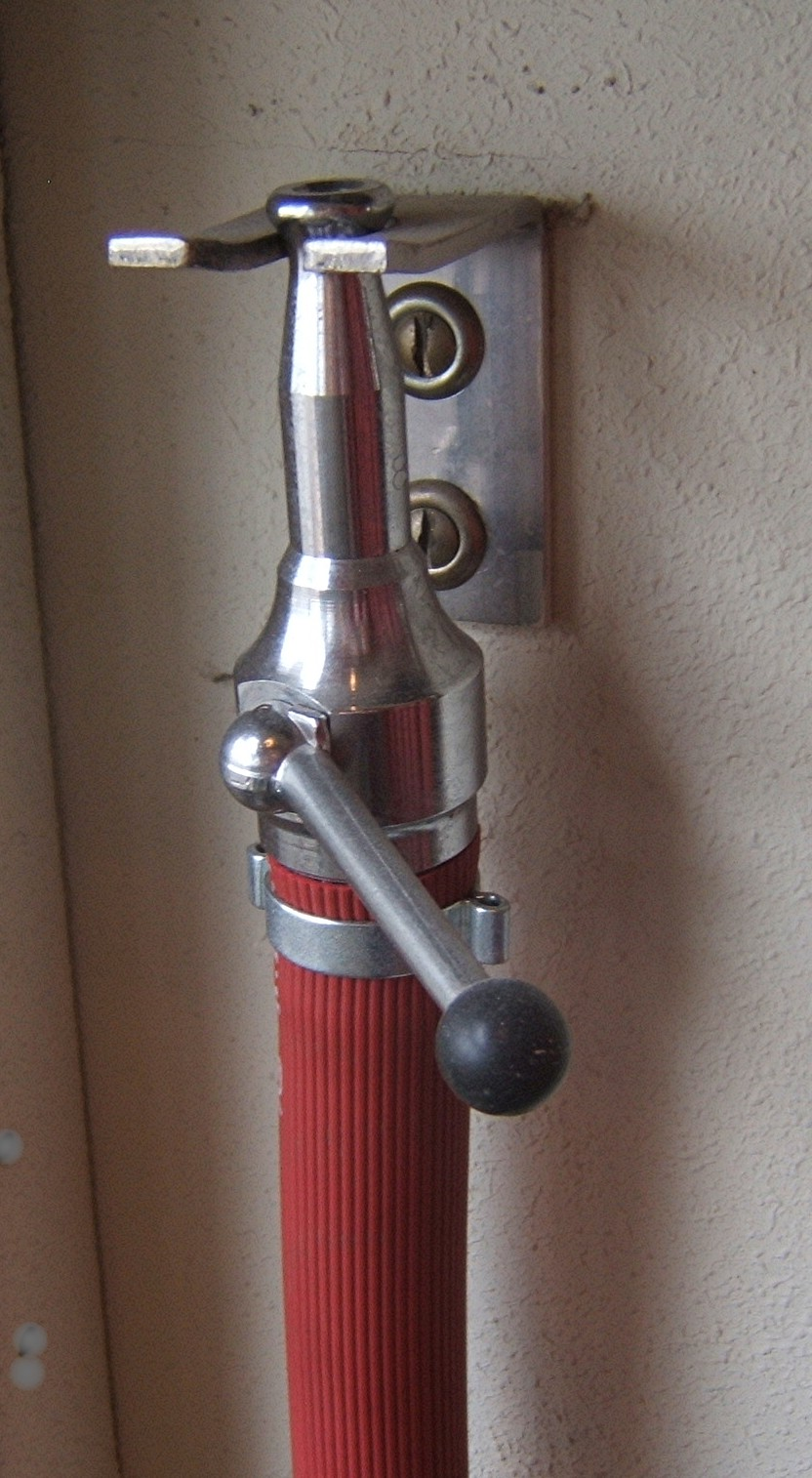
Spuitmond

### Gebruik
Naast de vele brandblussers die in gebouwen aanwezig zijn, is de brandslang een goede aanvulling hierop. In gevallen waar met water geblust kan worden, wordt veel tijdwinst behaald, voordat de brandweer aanwezig is. Het blussen met water kan echter waterschade veroorzaken.

### Controle
Alle brandslangen moeten elk jaar gecontroleerd worden om te onderzoeken of ze nog voldoende functioneren. 
Bij bepaalde temperaturen kan de legionellabacterie voorkomen in het stilstaande water in de slang. Om te voorkomen dat de brandslang voor oneigenlijke doeleinden wordt gebruikt, waarbij een legionellabesmetting zou kunnen ontstaan, worden de hoofdkranen van de brandslanghaspels vaak verzegeld. Ook komt het voor dat een brandslanghaspel hiervoor is gemonteerd in een holle ruimte die met een deurtje wordt afgesloten. Dit deurtje kan dan alleen door bedrijfspersoneel of de brandweer worden geopend met een speciale sleutel of door het invoeren van een pincode die alleen wordt gegeven aan bedrijfspersoneel en de brandweer.
Het deurtje is dan voorzien van een brandslangsymbool, zodat een dergelijke brandslanghaspel in geval van brand makkelijk te vinden is. Brandslanghaspels worden regelmatig na hercontrole gespoeld om besmetting met de legionellabacterie te voorkomen.

### Wanneer geen brandslang gebruiken
In de volgende omstandigheden kan het gebruik van een brandslang juist gevaar opleveren: 
- Bij een benzinebrand. Een draagbaar blusmiddel is daarvoor geschikter. (Zie brandblusser)
- Bij onder spanning staande apparaten. Sproeischuimblussers en CO2-blussers zijn hiervoor geschikt.
- Bij magnesiumbranden. Een D-blusser is daarvoor het aangewezen blusmiddel. (Zie brandblusser)
- Bij frituurbranden. Een F-blusser is hiervoor geschikt. De brandende pan afdekken met een deksel of CO2-blussers is ook mogelijk. (Zie brandblusser)
- Bij bepaald andere soorten branden, waarvoor een D-blusser geschikter is. (Zie brandblusser)

### Procedure voor gebruik
Om het gevaar te verkleinen dat de brandweer te laat arriveert of mensen niet op tijd het brandend gebouw kunnen verlaten, kan men beter vóór het ondernemen van een bluspoging de brandweer alarmeren en de ontruiming van het gebouw in gang zetten. Als dan blijkt dat de bluspoging niet het gewenste resultaat heeft, hoeft men alleen nog zelf het gebouw te verlaten. 
Een geadviseerde procedure voor het gebruik van een brandslang bij het blussen van brand is als volgt: 
1. Draai eerst de hoofdkraan geheel open. De slang komt nu onder druk te staan. Controleer voor het benaderen van de brand of de leiding inderdaad onder druk staat door de kraan op de spuitmond iets te openen. Zorg dat er zo min mogelijk schade aangericht wordt.
2. Rol nu, zo mogelijk samen met nog een persoon, de slang geheel uit in de richting van de brand.
3. Open de spuitmond op de stand 'sproeistraal'.
4. Blus de brand.

### Procedure na gebruik
Na afloop de spuitmondkraan dichtdraaien en daarna de hoofdkraan sluiten. Vervolgens de slang weer ophaspelen terwijl hij nog onder druk staat. 
Daarna de slang drukloos maken door de straalpijp te openen en daarna weer te sluiten. 
Deze werkwijze voorkomt dat, als er bij later gebruik weer druk op de slang komt te staan, deze wat uitzet en vast in de haspel komt te zitten. 
Er moet wel altijd een beetje water in de slang blijven zitten om uitdroging - en dus barsten in de slang - te voorkomen. Hierna het geheel weer gebruiksklaar maken.

## Geschiedenis
De moderne oprolbare brandslang werd in 1673 uitgevonden door Jan van der Heyden. Met deze van leer geconstrueerde slangen en een verbeterde brandweerpomp konden grotere branden voor het eerst effectief bestreden worden door water. Ook ontwierp Van der Heyden een soort aanjager voor het oppompen van water uit de gracht. Omstreeks 1780 werden de leren slangen vervangen door de geweven hennepslangen.

## Waarschuwing
Let op: Het benaderen van een brand of het betreden van een ruimte die gevuld is met rook, is levensgevaarlijk en kan in een kwestie van seconden dodelijk zijn. Neem geen onnodige risico's en wacht indien nodig (en mogelijk) de komst van de brandweer af.